# Шмидт, Генрих (врач)
Эрнст Генрих Шмидт (нем. Ernst Heinrich Schmidt; 27 марта 1912, Альтенбург, Германская империя — 28 ноября 2000, Целле, Германия) — немецкий врач, гауптштурмфюрер СС, служивший в различных концлагерях.

## Биография
Генрих Шмидт родился 27 марта 1912 года в семье судьи. Посещал народную школу и классическую гимназию. В 1931 году окончил школу, сдав экзамены на аттестат зрелости. Изучал медицину в Граце, Йене, Вюрцбурге. 1 июня 1931 года вступил в НСДАП (билет № 555294). В 1933 году был зачислен в СС (№ 23069). В 1937 году получил докторскую степень по медицине в Лейпцигском университете. После начала Второй мировой войны работал в лазарете Войск СС. 
С 1941 года служил врачом в концлагере Бухенвальд, в июне 1942 года был переведён в концлагерь Майданек. В октябре 1943 года стал главным врачом в концлагере Гросс-Розен, а с сентября 1944 года служил в концлагере Дахау. Между мартом и началом апреля 1945 года был врачом в одном из сублагерей Дора-Миттельбау Бёлькеказерне, расположенном на месте бывших казарм к юго-востоку от Нордхаузена. В ходе эвакуации концлагеря Дора в начале апреля 1945 года прибыл в Берген-Бельзен, который 14 апреля 1945 года был освобождён солдатами британской армии.
После окончания войны попал в британский плен. Шмидт был заслушан в качестве свидетеля 25 октября 1945 года на Бельзенском процессе. В январе 1947 года был выдан американским оккупационным властям и предстал в качестве обвиняемого перед военным трибуналом, рассматривавшим преступления в концлагеря Дора и проходившим с 7 августа по 30 декабря 1947 года. В итоге он был оправдан. Шмидт был передан британцам, которые освободили его в июне 1948 года. 1 января 1952 года открыл медицинскую практику в Итце.
26 ноября 1975 года был повторно арестован и предстал перед земельным судом Дюссельдорфа. На 3-м процессе по делу о преступлениях в концлагере Майданек ему вменялось пособничество в убийстве 8 заключённых во время селекции и последующей отправки в газовые камеры. Из-за отсутствия доказательств 20 марта 1979 года Шмидт вновь был оправдан, а 19 апреля 1979 года освобождён. В дальнейшем с 1985 года проживал в Итце.